# Raimonds Pauls
Raimonds Pauls (Riga 12 de gener de 1936) és un polític, pianista i compositor letó, ben conegut en l'antiga Unió Soviètica.

## Trajectòria com a músic
Pauls va estudiar a l'Escola de Música Emils Darzins. El 1958 es graduà a l'Acadèmia de Música de Letònia amb el professor de piano H. Braun; en aquella època tocava en restaurants, aprenent cançons clàssiques i contemporànies de jazz. Entre 1962 i 1965 va estudiar composició i entre 1964 i 1971 va dirigir la Filharmònica de Letònia, on també hi tocava el piano.
El 1972 va crear un conjunt per a la ràdio letona, del qual van sorgir-ne diversos grups musicals, el més conegut dels quals va ser el grup "Modo".
Pauls ha compost música per a sis musicals i obres de teatre musical, 3 ballets i al voltant de 50 pel·lícules i obres teatrals.

## Trajectòria política
Raimonds Pauls va ser membre del Soviet Suprem de la República Socialista Soviètica de Letònia, i de 1988 a 1993 va ser Ministre de Cultura de Letònia. El 1993 va fer de conseller del President de Letònia, i, des de 1998, és membre del Saeima, primer com a cap del Nou Partit, pel qual es va presentar com a candidat a les eleccions presidencials de 1999, i des de poc abans de les eleccions de 2002, es va incorporar al Partit Popular, sortint elegit en les eleccions de 2002 i 2006.